# Life Is Funny That Way
Life Is Funny That Way ist ein Jazzalbum von Fay Victor und dem Quintett Herbie Nichols SUNG. Die wohl 2023 in Brooklyn entstandenen Aufnahmen erschienen am 5. April 2024 auf Whit Dickeys Label TAO Forms.

## Hintergrund
Als die Sängerin Fay Victor zwischen 1996 und 2003 in den Niederlanden lebte, entdeckte sie die Musik von Herbie Nichols in der Sammlung ihres zukünftigen Mannes und war von ihr fasziniert. Sie begann, die Stücke dieses Pianisten und Komponisten zu singen und zunächst mit dem Pianisten Misha Mengelberg und dann zusammen mit dem Posaunisten und ehemaligen Nichols-Mitarbeiter Roswell Rudd zu erforschen. 2013 gründete Fay Victor mit amerikanischen Musikern das Projekt Herbie Nichols SUNG und begann, es regelmäßig in New York City zu präsentieren. Ergänzend tourte sie in einer europäischen Trioversion; so trat sie 2016 im Kölner Loft mit Achim Kaufmann und Tobias Delius auf.
Diese Vorbereitungen mündeten schließlich in der Aufnahme des von ihr arrangiertem Materials für das Label TAO Forms. Dessen Gründer, der Schlagzeuger Whit Dickey, schätzte nicht nur Nichols’ einzigartige Arbeit als Komponist sehr, sondern ist auch langjähriger Fan der Sängerin. Aufgenommen wurde Life Is Funny That Way mit den langjährigen Mitgliedern von Herbie Nichols SUNG, mit Michaël Attias (Alt- und Baritonsaxophon), Anthony Coleman (Piano), Ratzo Harris (Bass) sowie dem Neuzugang Tom Rainey (Schlagzeug).
Das Ausgangsmaterial stammt aus Nichols’ Blue-Note-Sessions von 1955/56 und besteht zudem aus drei Kompositionen, die er zu seinen Lebzeiten nicht aufgenommen hatte. Das Material des Albums ist in seiner Stimmung breit gefächert, vom koboldhaften Titelstück und dem abstrahierten „The Culprit Is You“ (beide mit der kompletten Band) bis hin zu den düsteren Stimme-Altsaxophon-Bass-Erkundungen von „Bright Butterfly“ und einem gespenstischen Stimme-Altsaxophon-Piano-Version von „The Spinning Song“ mit dem treffenden Titel „Descent into Madness“. In „Shuffle Montgomery“ lässt Victor Michael Attias sein Baritonsaxophon überschwänglich über die gesamte Band streuen, während „Twelve Bars“, ein weiteres von Nichols nicht aufgenommenes Lied, ein Feature für das Klaviertrio ist.

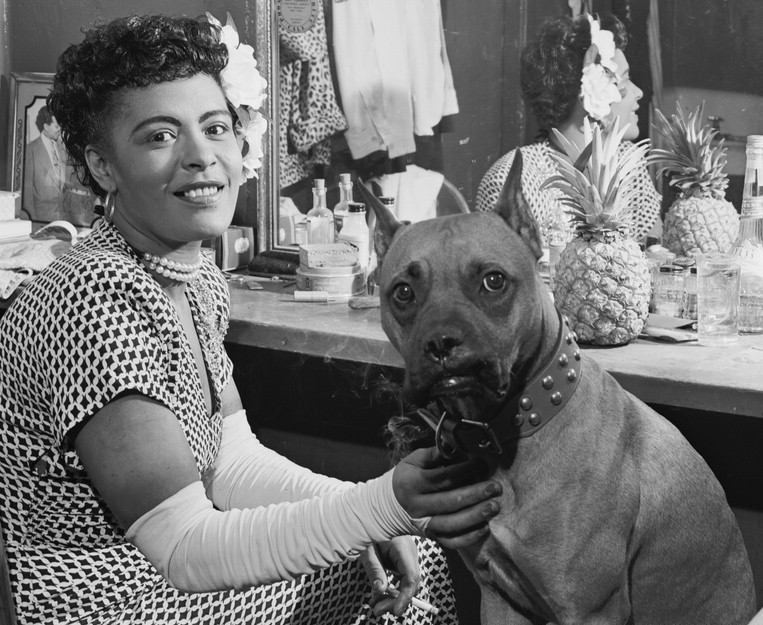
Billie Holiday mit ihrem Hund Mister, in New York, circa Juni 1946. Foto von William P. Gottlieb

Zusätzlich zur Feier von Herbie Nichols nutzte Victor mit dem Album die Gelegenheit, um die Person zu würdigen, die ihm den größten Ruhm verschafft hat; Billie Holiday war die erste, die Texte für eines seiner Lieder, „Serenade“, geschrieben hatte und machte es zu einer ihrer Erkennungsmelodien: „Lady Sings the Blues“. Victor erklärte hierzu in den Liner Notes:
„Ich habe mich für dieses Lied entschieden, weil ich viel an das Publikum denke. Wenn jemand Nichols überhaupt kennt, kennt er dieses Lied. Aber die andere Sache ist, dass Billie, als sie sein Lied sang, nicht seine Bridge sang. Also wollte ich den Text mit seiner Bridge singen. Das war mir wichtig. Ich wollte, dass die Leute wissen, wie die komplette Komposition klingt. Das sind großartige Texte, die Billie Holiday geschrieben hat, und es ist auch eine Hommage an sie, denn manchmal habe ich das Gefühl, dass sie nicht das volle Recht bekommt, was für eine unglaubliche Musikerin sie war, wie visionär sie war.“

## Titelliste
- Fay Victor: Life Is Funny That Way (TAO Forms TAO15-LP)[2]

1. Life Is Funny That Way 6:32
2. The Bassist 6:48
3. Bright Butterfly 2:49
4. Sinners, All of Us! 5:58
5. The Culprit Is You 10:00
6. Shuffle Montgomery 5:32
7. Tonight 9:30
8. Lady Sings the Blues 6:15
9. Twelve Bars 2:51
10. Descent into Madness 9:58
11. Non-Fraternization Clause 6:11

Die Kompositionen stammen von Herbie Nichols, alle Texte und Arrangements von Fay Victor, außer „Lady Sings the Blues“, dessen Text von Billie Holiday stammt. Die CD-Ausgabe enthält zusätzlich „The World Is Still The Same“ als Bonustrack am Ende von Disc 2.

## Rezeption

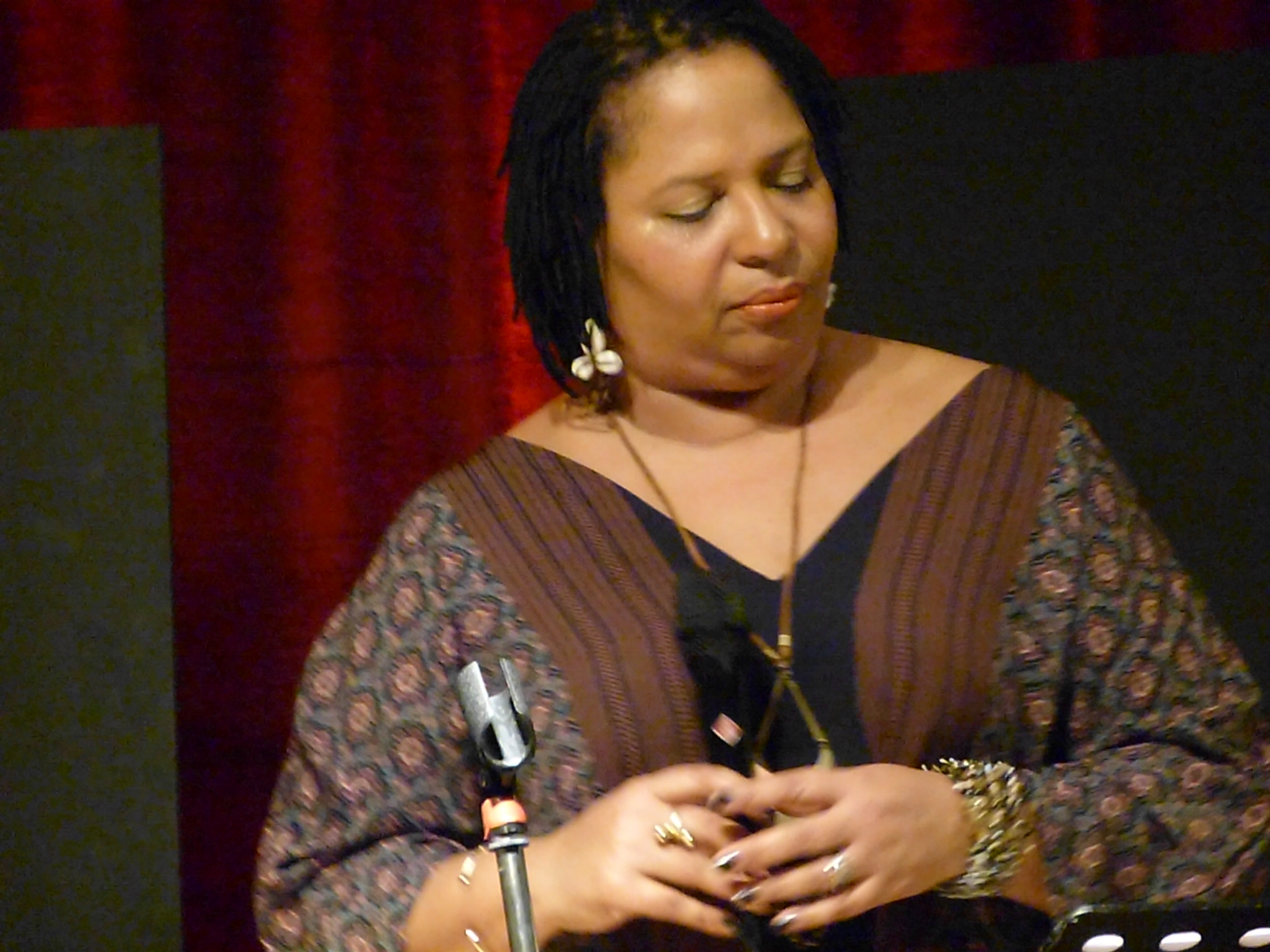
Fay Victor im Konzert “Herbie Nichols Sung” 2016 im Loft (Köln)

Life Is Funny That Way sei sowohl eine liebevolle Hommage als auch eine gründliche Neubetrachtung des großen Jazzkomponisten Herbie Nichols, hieß es in Radio France. Dies sei auch das erste Mal, dass ein vollständiges Textprogramm für Nichols‘ Kompositionen geschrieben und aufgenommen wurde. Die innovativen und völlig zeitgenössischen Arrangements – ebenfalls von Fay Victor – würden von einem Quintett erfahrener Jazzkünstler zum Leben erweckt. Radio France erwähnte zudem, was The New York Times über ihre Arbeit schrieb: „Von Jazzsängern wurde immer verlangt, eine Balance zwischen Respekt und Originalität zu finden, aber Victors Stil ist völlig persönlich: eine Mischung aus Sprache und Gesang, Worten und Abstraktion, innerem Monolog und Aufruf zum Handeln.“ Fay Victor habe es geschafft, diese Werke [mit ihren eigenen Texten] in kraftvolle Lieder zu verwandeln.
Es gebe keine einfache Gleichung für die Einflüsse, die in die Musik von Herbie Nichols eingeflossen sind – und auch nicht für deren Folgen, schrieb Dave Sumner in Daily Bandcamp. Aber Fay Victors Neuinterpretation der Musik mute so an, als würde sie zuvor verborgene Elemente freisetzen. Die Art und Weise wie Victor Texte zu den Originalen entworfen und mit ihrer Band ergänzt habe, würde perfekt zu ihrem einzigartigen Ansatz passen. Das sei „Old-School-Musik“, gemacht für die Gegenwart, gleichzeitig New-School-Musik, die man damals geliebt hätte.
In seiner Besprechung von Life Is Funny That Way in Jazz thing betont Rolf Thomas, dass die Songs von Herbie Nichols (anders als viele von Thelonious Monk) fast noch nie einen Text erhalten hätten. Die Ausnahme, „Lady Sings The Blues“, singe Victor nun erstmals mit seiner Bridge. Einige der Nichols-Songs habe sie schon lange im Repertoire, insbesondere „House Party Starting“ (seit 24 Jahren). Mittlerweile, so stelle Victor fest, „lebt der Song in mir, während ich ihn damals gerade zur Kenntnis genommen hatte. Das ist ein schöner Der-Kreis-schließt-sich-Moment.“
Herbie Nichols sei ein visionärer Jazzpianist und Komponist gewesen, der die Grenzen des Bebop erweiterte, schrieb Lezlie Harrison (WBGO). Victors atemberaubender Gesang – von gefühlvollem Crooning bis zu berauschendem Scat – hauche Nichols’ zeitlosen Melodien neues Leben ein. „Life is Funny That Way“ sei sowohl ein Liebesbrief an einen verborgenen Jazzmeister als auch eine mutige Neuinterpretation seines Vermächtnisses für das 21. Jahrhundert.
Das Album gelangte im Juli 2024 auf #9 bei dem von Tom Hull erhobenen Mid-Year Jazz Critics Poll.